# Vila do Maio
Vila do Maio (o Cidade do Maio) è un centro abitato di Capo Verde, situato sull'isola di Maio.